# ماجدة الخطيب
ماجدة الخطيب (2 أكتوبر 1943 - 16 ديسمبر 2006)، ممثلة مصرية.

## عن حياتها
بدأت حياتها الفنية مطلع عام 1960 بدور صغير في فيلم «حب ودلع» أعقبته بمشاركتها في فيلم «لحن السعادة» ثم توالت أفلامها في فترة الستينات من القرن الماضي، والتي كان من أشهرها فيلم «نص ساعة جواز» مع رشدي أباظة وشادية وعادل إمام. وفي عام 1970 قدمت أول بطولة مطلقة لها مع المخرج حسن الإمام في فيلم «دلال المصرية» الذي لفت إليها الأنظار ووضعها في مصاف النجوم، وأهّلها لأداء أدوار البطولة في افلام أخرى منها «لعبة كل يوم» و«شيء في صدري» و«شقة مفروشة» و«البعض يعيش مرتين». وفي عام 1972 أنتجت لنفسها فيلم «امتثال» و«زائر الفجر» عام 1973 وفي عام 1974 أنتجت فيلم «في الصيف لازم نحب» بطولة صلاح ذو الفقار والذي شاركته بطولة فيلم «مسافر بلا طريق» عام 1978. وشاركت في عدد من الأعمال التلفزيونية؛ ومنها «الفراشة» و«زيزينيا» و«حد السكين» و«امرأة من الصعيد الجواني». وكان آخر مشاهدها في عالم التمثيل أثناء مشاركتها في مسلسل «لا أحد ينام في الإسكندرية» مع ماجد المصري.

## أعمالها
شاركت الفنانة ماجدة الخطيب في أكثر من 55 عملا فنيا منذ بداياتها الفنية وكان أول عمل شاركت بدور البطولة فيه هو فيلم دلال المصرية التي حصلت بسببه على جائزة الهرم الذهبي للتمثيل عام 1966. وقد حصلت على جائزة أفضل ممثلة ثانوية في فيلم تفاحة. وكان آخر عمل لها فيلم آخر الدنيا من بطولة نيللي كريم وقد سجنت عام 1985 جراء قضية مخدرات تورطت بها وضربت على أيدي المباحث أثناء القبض عليها. ومن أعمالها:

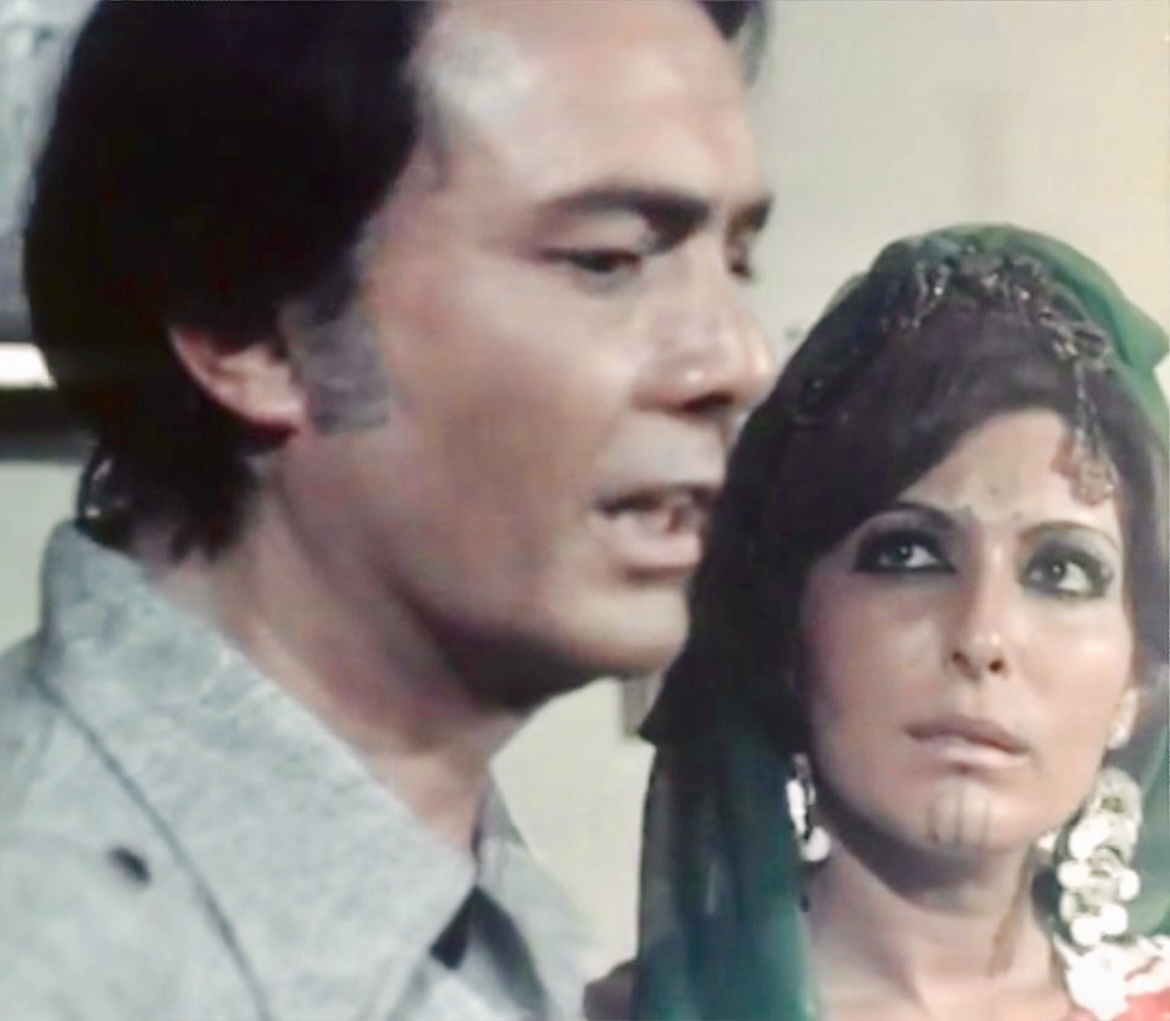
ماجدة الخطيب مع صلاح ذو الفقار في مشهد من مسافر بلا طريق (1978)

### الأفلام
- 1959: حب ودلع
- 1960: لحن السعادة
- 1960: البنات والصيف
- 1962: بقايا عذراء
- 1965: الرجال لا يتزوجون الجميلات
- 1965: الجبل
- 1966: قصر الشوق
- 1966: الأصدقاء الثلاثة
- 1967: معسكر البنات
- 1967: شنطة حمزة
- 1967: بيت الطالبات
- 1968: قنديل أم هاشم
- 1968: بنت من البنات
- 1968: الست الناظرة
- 1969: نص ساعة جواز
- 1970: مقعد بجوار الشيطان
- 1970: شقة مفروشة
- 1970: زوجة لخمسة رجال
- 1970: دلال المصرية
- 1971: شيء في صدري
- 1971: ثرثرة فوق النيل
- 1971: البعض يعيش مرتين
- 1971: لعبة كل يوم
- 1972: صور ممنوعة
- 1972: امتثال
- 1972: المدينة الهادئة
- 1973: مأساة الدكتور حسني
- 1973: شقة للحب
- 1973: زائر الفجر
- 1973: امرأة من القاهرة
- 1974: في الصيف لازم نحب
- 1974: عجايب يا زمن
- 1974: الشوارع الخلفية
- 1974: الأحضان الدافئة
- 1975: مجانين بالوراثة
- 1975: الحب تحت المطر
- 1975: احترسي من الرجال يا ماما
- 1976: توحيدة
- 1976: أخواته البنات
- 1977: أفواه وأرانب
- 1977: 13 كدبة وكدبة
- 1978: مسافر بلا طريق
- 1980: غدا سأنتقم
- 1980: حبيبي دائما
- 1980: تحقيق
- 1980: المتهم
- 1981: حكمت المحكمة
- 1981: أمهات في المنفى
- 1982: حدوتة مصرية
- 1982: العوامة رقم 70
- 1982: العسكري شبراوي
- 1983: مملكة الهلوسة
- 1984: أرجوك اعطني هذا الدواء
- 1986: دورية نص الليل
- 1986: الهروب من الخانكة
- 1986: ابن تحية عزوز
- 1987: البيت الملعون
- 1987: الانتفاضة
- 1988: المرأة والقانون
- 1996: يا دنيا يا غرامي
- 1997: حلق حوش
- 1997: تفاحة
- 1997: البطل
- 1997: إثر حادث أليم
- 1998: مجرم مع مرتبة الشرف
- 1998: ست الستات
- 1998: القتل اللذيذ
- 2000: وحياة قلبي وأفراحه
- 2000: سحر أفريقي
- 2001: نحب عيشة الحرية
- 2001: سكوت حنصور
- 2003: من نظرة عين
- 2004: إسكندرية نيويورك
- 2005: خالي من الكوليسترول
- 2005: حمادة يلعب
- 2005: بنات وسط البلد
- 2005: أحلام عمرنا
- 2006: حنين
- 2006: عودة الندلة
- 2006: علاقات خاصة
- 2006: أحلام حقيقية
- 2006: آخر الدنيا

### المسلسلات
- 1966: أسلاك شائكة
- 1967: ظلال
- 1968: اسألوا الأستاذ شحاتة
- 1970: الرحلة
- 1971: الفراشة
- 1972: القاهرة والناس
- 1973: بصمات على الماء
- 1978: بعد الضياع
- 1979: العملاق
- 1980: وراء الحقيقة
- 1980: أنف وثلاث عيون
- 1982: سيداتي وسادتي انتبهوا
- 1988: حكاية ماما زوزو
- 1994: ستة على اليمين
- 1994: إن فاتك الميري
- 1994: الماسات الخضراء
- 1995: ألف ليلة وليلة
- 1996: عطاء بلا حدود
- 1996: الرجل والليل
- 1997: طريق السراب
- 1997: شيء من الحنان
- 1997: زيزينيا (ج1)
- 1997: أهالينا
- 1997: الصحيح ما يطيح
- 1998: وهزمتني امرأة
- 1998: وتمضي الأيام
- 1998: سنوات الشقاء والحب
- 1998: الفهلوي
- 1998: ألف ليلة وليلة
- 1999: بنت الأسيوطي
- 1999: أم كلثوم
- 2000: يا رجال العالم اتحدوا
- 2000: ناس من زمن فات
- 2000: زيزينيا (ج2)
- 2000: رجل طموح
- 2000: البصمة
- 2000: أغلال ناعمة
- 2001: النساء قادمون
- 2002: قاسم أمين
- 2002: جائزة نوفل
- 2002: العصيان (ج1)
- 2002: الإمبراطور
- 2003: شمس يوم جديد
- 2003: حد السكين
- 2003: أمانة يا ليل
- 2003: العصيان (ج2)
- 2003: اختطاف
- 2003: أبيض في أبيض
- 2004: مصر الجديدة
- 2004: مشوار امرأة
- 2004: زهرة الياسمين
- 2004: حرب الدخان
- 2004: بطة وأخواتها
- 2004: السيف الوردي
- 2004: الجانب الآخر من الشاطئ
- 2004: أحلام هند الخشاب
- 2004: أحلام البنات
- 2005: نعتذر عن هذا الحلم
- 2005: مسائل عائلية جدا
- 2005: شجرة الود
- 2005: سلالة عابد المنشاوي
- 2005: زهرة في الأرض البور
- 2005: ريا وسكينة
- 2005: المنصورية
- 2006: لا أحد ينام في الإسكندرية
- 2006: قلب الدنيا
- 2006: بنت بنوت
- 2006: امرأة من الصعيد الجواني
- 2006: القاهرة ترحب بكم

### المسلسلات الإذاعية
- 1974: أرجوك لا تفهمني بسرعة
- 1976: أفواه وأرانب
- 1978: كفر نعمت

### المسرحيات
- 1964: الدبور
- 1966: وابور الطحين
- 1966: المغفل
- 1967: زهرة الصبار
- 1979: الجوكر
- 1996: الجنزير
- 2004: ليالي الأزبكية

### الفوازير
- 2003: فرح فرح

## دخولها السجن
- في عام 1982 قضت مدة ثمانية أشهر في سجن الاحتياط على ذمة محاكمتها في تهمة قتل مواطن عن طريق الخطأ أثناء قيادتها سيارتها، وهي مخمورة. وحكمت عليها المحكمة بالسجن عام مع وقف التنفيذ وغرامة بلغت 5000 جنيه مصري.
- في عام 1985 عندما ألقي القبض عليها بتهمة تعاطي مخدرات حيث حكمت عليها المحكمة بالسجن لمدة 5 سنوات.[2]

## الجوائز
حصلت على عدد من الجوائز وفيما يلي أهمها:
1. جائزة أحسن ممثلة ـ دور ثان في مهرجان القاهرة السينمائي عن دورها في فيلم تفاحة.
2. جائزة أحسن ممثلة من المهرجان القومي للمسرح المصري في 2006 الماضي عن دورها في مسرحية أكرهك.
3. جائزة من مهرجان القاهرة للإذاعة والتلفزيون في عام 2006 عن فيلم روائي قصير بعنوان الزيارة.[2]

## روابط خارجية
- ماجدة الخطيب على موقع IMDb (الإنجليزية)
- ماجدة الخطيب على موقع الدهليز
- ماجدة الخطيب على موقع قاعدة بيانات الأفلام العربية
- ماجدة الخطيب على موقع قاعدة بيانات الفيلم (الإنجليزية)